# Идријца
Идријца је лева притока Соче у западном делу предалпског горја. Извире на рубу Војскарске висоравни (924 m). Дуга је 48 km, а са сливом 642 km². У Сочу се улива код Моста на Сочи.
Идријца је веома богата водом (на ушћу 33,6 m³), али због кречњачког састава терена којим протиче, осим крашких извора (Дивје језеро, Подротеја) има мало притока. Са десне стране то су Бела, Зала, Церкница и Бача, а са леве Никова, Каномља и Требуша. Низводно од Идрије је умерено загађена.